# Прабатьківщина слов'ян

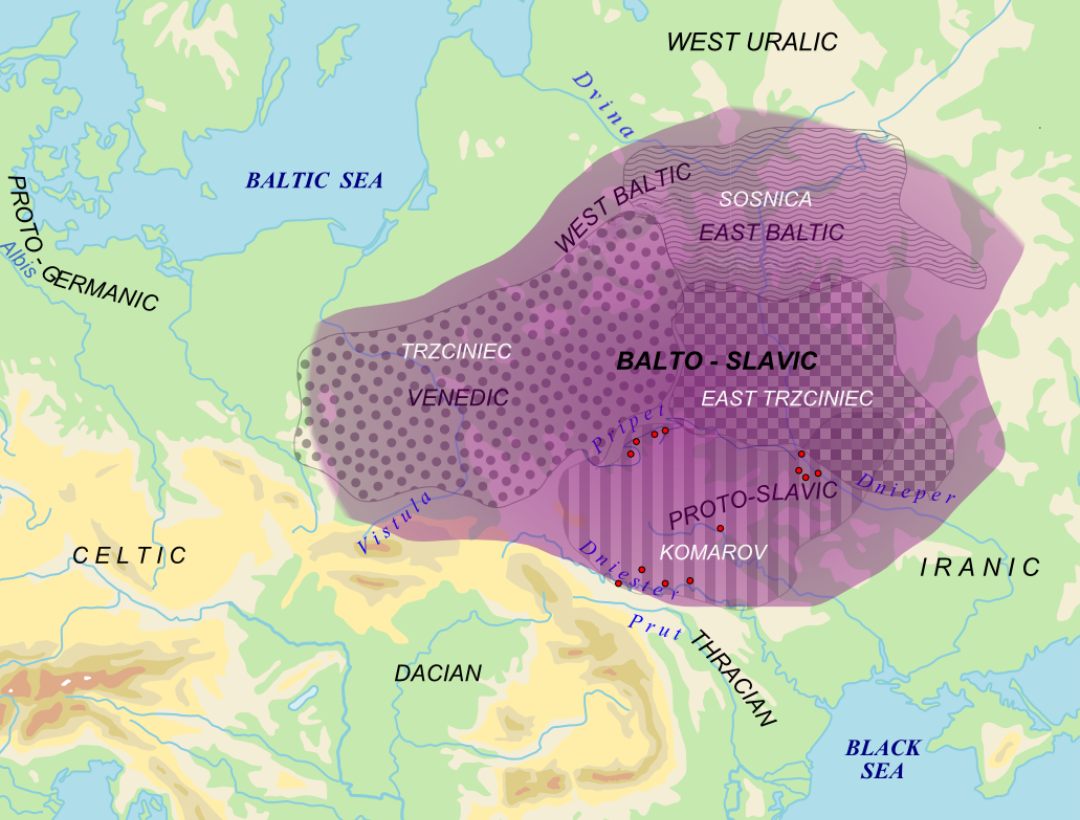
Балто-слов'янські діалекти 600 рік до н. е.

Прабатьківщина слов'ян — територія, яку займали давні слов'яни (праслов'яни), згідно з археологічними, антропологічними та мовними ознаками, до розселення по історично засвідчених місцях проживання.

## Теорія

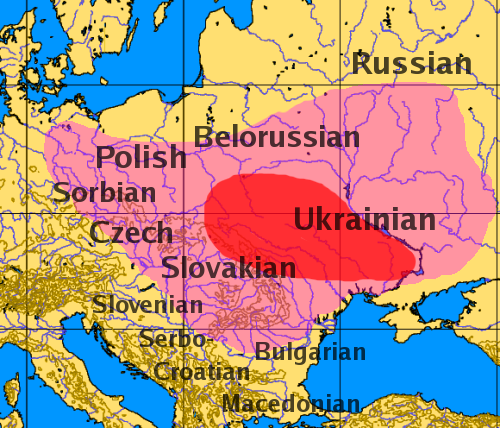
Історичний розподіл слов'янських мов.
Заштрихований у рожевий колір є Празько-Пеньківсько-Колочинський комплекс культур VI — VII ст. н.е, що відповідає поширенню слов'янсько-мовних племен в цей час.
Менша (червона) — територія, на якій знаходяться найдавніші слов'янські гідроніми, або назви річок і озер (after Mallory & Adams (1997).

Проблема прабатьківщини слов'ян є складною і загальноприйнятого розв'язання не має. Вона вирішується головним чином на основі лінгвістичних та археологічних даних, оскільки окремі ареали палеоантропологічних залишків здебільшого не збігаються з межами територіального поширення відповідних мов. Разом з тим самі по собі лінгвістичні дані не можуть забезпечити формулювання остаточних висновків про територію слов'янської прабатьківщини, необхідно враховувати також відомості історії, антропології, етнографії та інших наук.
З лінгвістичних даних найважливіше значення для висвітлення питання про прабатьківшину слов'ян має топоніміка (зокрема гідроніміка), давні лексичні запозичення в праслов'янській мові з інших мов і в інші мови з праслов'янської та результати реконструкції структурних елементів праслов'янської мови у відношенні до елементів інших індоєвропейських мов, а коли йдеться про одиниці лексичного складу, — також у ролі позначень природних реалій, здавна специфічних для певних територій.

## Концепції
Існує ряд історичних концепцій щодо спільної прабатьківщини слов'ян:
- Вісло-Одерська. Сформульована в XIX столітті чеським істориком і засновником славістики, Павелом Шафариком, надалі польськими вченими і російським славістом Олексієм Шахматовим. Локалізує прабатьківщину слов'ян у Польщі, між долинами Вісли та Одеру.
- Вісло-Дніпровська. Запропонована радянським істориком Борисом Рибаковим. Локалізує прабатьківщину слов'ян східніше попереднього ареалу, на Волино-Поліссі, між долинами Вісли та Дніпра.
- Дніпровсько-Одерська. Розширена попередня концепція, західну межу ареалу прабатьківщини слов'ян посунуто до Одри, тобто включено включено ареал шафариковської концепції.
- Дунайська. Першим її висловив Нестор Літописець, який у Повісті временних літ написав, що слов'яни розселились з Дунаю.[⇨]
- Скіфо-сарматська. Викладена в анонімній «Баварській хроніці» (лат. Chronicon imperatorum et pontificum Bavaricum) XIII століття, історично помилкова. Виводить генезис слов'ян від іранського населення Північного Причорномор'я. Послідовником цієї теорії в XX столітті був відомий тюрколог Лев Гумільов. Сучасні послідовники цієї теорії вважають предками слов'ян або місцевих скіфо-сарматів, або навіть такими, що прийшли до Європи разом з гунами.

### Дунайська гіпотеза
В Повісті временних літ автор наводить біблійне пояснення походження народів і, за його версією, слов'яни походять від Ноєвого сина Яфета: 
|  | По раздрушеніи же столпа и по раздѣлении языкъ, прияша сынове Симовы въсточныя страны, а Хамовы же сынове полуденныя страны; Афетови же сынове западъ прияша и полунощьныя страны. Оть сихъ же 70 и дву языку бысть языкъ Словенескъ отъ племени же Афетова, нарицаемѣи Норци, иже суть Словенѣ. |

В XIX ст., коли історична наука походження народів ще тільки формувалася, версія розміщення прабатьківщини слов'ян на Середньому Дунаї, в Норіку була дуже популярною серед науковців Російської імперії. Зокрема, її прихильниками були Микола Надєждін, Микола Карамзін, Сергій Соловйов та Іван Філевич.  В XX ст. цієї версії дотримувався російський історик Олег Трубачов, за що його критикували інші науковці, зокрема, Олексій Толочко.
|  | Про Словян вперше згадують чужі письменники у І та II столітті по Різдві Христа, але звуть їх венетами. Тільки через 500 літ вперше бачимо наймення «Словен», «Славен», і то звуть так не всіх Словян, тільки західніх. Саме наймення слов'ян пішло найскоріш од слово — тобто се такі люде, що говорять зрозуміло по людськи, а не «німці», що говорити не вміють. |

## Розселення

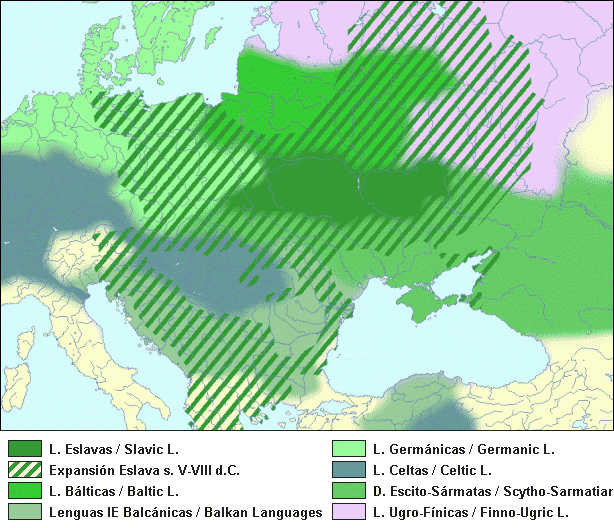
Розселення слов'ян у 1-му тисячолітті

З часом прабатьківщина слов'ян не залишалася незмінною, вона переміщувалася й розширювалася, її найдавніша територія знаходилася там, де ранні праслов'яни (не пізніше середини І тисячоліття до н. е.) виділялися з-поміж сусідніх з ними предків інших індоєвропейських народів — прабалтів, прагерманців та інших. Це могло мати місце в південно-східній частині Центральної Європи, можливо, в середньому Подунав'ї або в північному Прикарпатті. На наступному етапі відбулося, очевидно, значне переміщення прабатьківщини слов'ян у північному напрямі приблизно до верхів'я Прип'яті. Звідси почалося поширення праслов'ян на схід до Дніпра (можливо, спочатку по території північніше Прип'яті з наступним переміщенням на південь по правобережжю Дніпра і на захід до Вісли та Одера). В VI ст. звідси почалося масове розселення слов'ян через Наддністрянщину і Карпати на Балкани.
Аль-Фазарі у 772–773 роках згадує володіння слов'ян, площа яких складала 3 500 на 700 фарсангів.
У XI ст. слов'яни займали вже значну територію в Східній і Центральній Європі від Адріатичного й Егейського морів до Балтійського моря і Ладозького озера та від правобережжя Ельби (Лаби) до лівобережжя Дніпра. Дивись також Слов'янські мови.